# The Best of the Classic Years
The Best of the Classic Years (Lo mejor de los años clásicos en español) es un álbum recopilatorio del músico nigeriano King Sunny Adé, lanzado en 2003 por la disquera  Shanachie. Contiene material grabado entre 1969 y 1974 para el mercado nigeriano y el éxito Synchro System de 1974, que luego fue regrabado por Adé en el álbum Synchro System de 1983.
En el 2020 el álbum fue incluido en la lista de los 500 mejores álbumes de todos los tiempos por la revista Rolling Stone, ubicado en el puesto 465.